# Inte en främling
Inte en främling är en bok utgiven av Norstedts 2015, som innehåller "en serie personliga berättelser och funderingar kring ämnen som identitet och diskriminering, homofobi, antiromism, rasism etc". De olika bidragen, som är två-tre sidor långa, kom till i stiftelsen Teskedsordens projekt Inte en främling. Bland andra deltar Sannah Salameh, Soraya Post, Emerich Roth, Astrid Trotzig, Patrik Lundberg, Navid Modiri, Sofia Jannok, Behrang Miri och Arghavan. 